# Паша Христова
Па̀ша Христова е българска поп певица, чиято кариера е прекъсната след 5 години творчество поради трагичната ѝ смърт на 25 години в самолетна катастрофа през 1971 г.
Известни нейни песни са: „Една българска роза“, „Повей, ветре“, „Янтра“, „Остани“, „Бяла песен“, „Ах, този дивен свят“ и др.

## Биография

### Жизнен път
Парашкева Христова Стефанова е родена на на 16 юли 1946 г. Корените ѝ са от село Варана, община Левски, където са живели баба ѝ и дядо ѝ. Родителите ѝ се местят в София през 1940-те години и там се ражда Паша. 
Израства в софийския квартал „Княжево“. След завършване на гимназия започва работа като чертожничка в комбинат „Балканкар“ – София. Завършва Школата за естрадни певци и постъпва в Ансамбъла на строителни войски като солистка (певица на солови парчета). 
Още от самото начало на кариерата й публиката я приема възторжено. През 1966 г. записва първата си песен „Щъркелът пристигна пак“. Нейният първи успех е на Фестивала на забавната песен в Сочи, Русия, през 1967 г., където е удостоена със златен медал и първа награда. През 1968 г. става солистка в оркестър „София“ – тогава един от най-популярните състави в българската музика. Гастролира в СССР, Чехословакия, Унгария, Югославия, Румъния, ГДР, ФРГ и др.
За своите 5 творчески години записва около 60 песни за фонда на Радиото. За нея пишат музика композиторите Николай Арабаджиев, Чеслав Ниемен, Димитър Вълчев, Йосиф Цанков, Александър Йосифов, Светозар Русинов, Морис Аладжем, Зорница Попова и др. Печели международна слава и много награди от конкурси. Между тях: награда на фестивала „Златният елен“ в Брашов, Румъния, първа награда за изпълнение заедно с Мария Нейкова и Мими Иванова „Яворова пролет“ (по музика на Светозар Русинов) на радиоконкурса „Пролет“. През 1970 г. се представя на фестивала „Златният Орфей“ и получава голямата награда за песента „Повей, ветре“ (по музика на Йосиф Цанков) и първата награда за „Една българска роза“ (по музика на Димитър Вълчев). През 1971 г. Паша Христова получава Голямата награда за изпълнители на международния фестивал в Сопот, Полша, за песента си „Ах, този дивен свят“. Това е едно от най-големите международни признания за български поп-певец.

### Смърт
На 21 декември 1971 г. певицата загива при самолетна катастрофа на летище София. Заедно с оркестър „София“, Мария Нейкова, Борис Гуджунов, фолклорен ансамбъл „Аура“ и народната певица Янка Рупкина, тя е трябвало да замине за дните на българската култура в Алжир.
Самолетът, с който пътуват, Ил-18, е току-що излязъл от ремонт на оборудването за контрол на хоризонталното положение на самолета – въжетата, с които се управляват елероните, подвижни части в краищата на крилете, с които се коригира хоризонталното положение на самолета. Ремонтът изглежда не е бил извършен съобразно техническите изисквания – проведеното разследване непосредствено след инцидента достига до извода, че въжетата на елероните са били погрешно свързани, което свидетелства и че на етапа на проектиране на самия самолет не е била предвидена конструктивна защита, предотвратяваща подобна грешка. Когато машината набира скорост за излитане и се отделя от пистата, се появява силен страничен вятър, който накланя самолета на една страна. Вместо да коригира положението му в хоризонталната плоскост, като парира силата на вятъра, командата на пилотиращия увеличава наклона му, заради обратното свързване на елероните. При удара на крилото в пистата корпусът на самолета се пречупва надве и целият самолет избухва в пламъци, а единият двигател се откъсва от корпуса.
От 73-мата души на борда загиват 30, сред които и Паша Христова. Спасяват се част от пътуващите в опашната част на самолета. Сред оцелелите са композиторката Мария Нейкова, Борис Гуджунов, който е със счупени крайници, и Янка Рупкина – с леки изгаряния. На 23 декември 1971 г. Паша Христова е изпратена от многобройни почитатели в Ритуалната зала на Централните софийски гробища. Погребана е в католическия парцел 23.
Преди трагедията новогодишната програма за посрещането на новата 1972 г. е заснета с активното участие на певицата и опечалената публика в цялата страна има възможност да наблюдава жизнерадостното участие на вече мъртвата Паша Христова по телевизията.
В края на 2006 г., 35 години след жестоката катастрофа, журналистите Миролюба Бенатова и Емил Дилчев стигат до засекретени документи по разследването на катастрофата и за първи път става ясно каква е официалната версия за инцидента на летище София през 1971 г. – неправилно свързване на въжетата на елероните. Подобни факти са споменати и в документалния филм на БНТ от 1991 г. „Оцелелите. 20 години по-късно...“ За престъпната небрежност има обвинени петима души от техническия екип на авиобазата, но до съдебен процес не се стига. Показателна е резолюцията на Главната прокуратура по онова време – да не се стига до дело. Предполагаемата причина е финансова – самолетът е бил застрахован за близо 1 милион долара и при доказана вина на техниците застрахователната компания е щяла да си вземе сумата обратно от държавата.

## Творчество
Търсенията на Паша Христова са многопосочни – балади, популярни песни, политически песни.
Гласът ѝ е специфичен – с огромен гласов диапазон и възможности за драматизъм до най-фините нюанси на нежното музициране.

## Дискография
| Година | Албум                                | Вид | Издател       | Каталожен номер |
| ------ | ------------------------------------ | --- | ------------- | --------------- |
| 1968   | „Паша Христова“                      | SP  | Балкантон     | ВТК 2856        |
| 1969   | „Една година любов“                  | SP  | Балкантон     | ВТВ 10235       |
| 1971   | „Пее Паша Христова“                  | SP  | Балкантон     | ВТК 2967        |
| 1971   | „Паша Христова“                      | ЕP  | Балкантон     | ВТМ 6377        |
| 1972   | „Паша Христова“                      | LP  | Балкантон     | ВТА 1461        |
| 1993   | „Повей, ветре“                       | MC  | Балкантон     | ВТМС 7645       |
| 2006   | „Една българска роза. Златни хитове“ | CD  | Ню медия груп |                 |

### Други песни
- „Щъркелът пристигна пак“ (1966) – м. Зорница Попова, съпр. „Студио 5“, дир. Божан Хаджиев
- „Дъждовете започнаха“ (1967) – м. и ар. Георги Робев, т. Богомил Гудев – от фестивала „Златният Орфей“
- „Море, кажи ми откъде“ (1968) – м. Андрей Бендерлийски, т. Димитър Василев, съпр. орк., дир. Георги Робев – от фестивала „Златният Орфей“
- „Предчувствие“ (1968) – м. Светозар Русинов, т. Богомил Гудев
- „Среща в неделя“ (1968) – м. Георги Костов, т. Владимир Башев, съпр. ЕОБРТ, дир. Вили Казасян – от 9-ия Световен младежки фестивал – София
- „Пролетно ноктюрно“ (1969) – м. и ар. Георги Робев, т. Димитър Точев
- „Кънкьорката“ (1969) – м. Иван Буюклиев, т. Димитър Бъчваров, ар. Николай Куюмджиев, съпр. орк., дир. Николай Куюмджиев – от малка плоча „Български спортни песни“
- „Утрото ще ни срещне пак“ (1969) – м. Красимир Табаков, т. неизвестен автор, съпр. ЕОБРТ, дир. Вили Казасян – от малка плоча със забавна музика
- „Ела в Берковица“ (1970) – м. Йосиф Цанков, т. Стефан Етърски, ар. Радко Начков, съпр. орк. „София“, дир. Николай Арабаджиев – от съвместна малка плоча „Песни за Берковица“
- „Колко те обичам“ (1970) – м. Зорница Попова, т. Стаменка Христова, ар. Димитър Петров
- „Морето се завръща“ (1970) – м. Зорница Попова, т. Димитър Точев, ар. Дечо Таралежков
- „Пет часа“ (1970) – м. Георги Ганев, т. Милчо Спасов, съпр. ЕОБРТ, дир. Вили Казасян – от малка плоча със забавна и танцова музика
- „Яворова пролет“ (1970), трио с Мими Иванова и Мария Нейкова – м. Светозар Русинов – Първа награда на първия радиоконкурс „Пролет“
- Сюита оперетни мелодии (1971), дует с Борис Гуджунов – м. и т. Йосиф Цанков, съпр. СЕОКТР, обр. и дир. Вили Казасян – от малката плоча на Йосиф Цанков „Оперетни мелодии“
- Китка народни песни (1971) – м. и т. народни, ар. Томи Димчев – от Новогодишна тв програма
- „Скрита любов“ (1971) – м. Бенцион Елиезер, т. неизвестен автор, ар. Николай Куюмджиев)
- „Чула баба, разбрала“ (1971) – м. и т. народни, ар. Томи Димчев – от мюзикъла „Козя пътека“
- „Леле, свашке“ (1971), дует с Мария Нейкова – м. и т. народни, ар. Томи Димчев – от мюзикъла „Козя пътека“
- „Узни ме, Севдо“ (1971) – м. и т. народни, ар. Томи Димчев – от мюзикъла „Козя пътека“
- „Кемене ми дрънка“ (1971) – м. и т. народни, ар. Томи Димчев – от мюзикъла „Козя пътека“
- „Нежност“ (1971) – б. т. Богомил Гудев, съпр. ЕОКТР, дир. Вили Казасян – от плочата „ЕОКТР и неговите солисти“
- „Блика ден“ („Свърши се“) – м. Канафора, т. Милчо Спасов
- „С целувка“ – м. Бенцион Елиезер, т. Богомил Гудев, ар. Николай Арабаджиев
- „Пътища“ („Дороги“) – м. Александър Новиков, т. Лев Ошанин
- „На изпроводяк“ („Провожанье“), дует с Мария Нейкова
- „Вечери в Подмосковието“ („Подмосковные вечера“), дует с Мария Нейкова – м. Василий Салавьов-Седой, т. Михаил Матусовски
- „Дунавски венец“ („Венок Дуная“) – м. Оскар Фелцман, т. Евгени Доломатовски

### Тв мюзикъл
- 1972 – „Козя пътека“, по Йордан Радичков

## Награди и отличия
- 1967 – златен медал на фестивал в Сочи, СССР[1]
- 1967 – лауреат на фестивала „Златният Орфей“[1] и трета награда за песента „Дъждовете започнаха“
- 1970 – първа награда на радиоконкурса „Пролет“ за песента „Яворова пролет“ в трио с Мария Нейкова и Мими Иванова
- 1970 – трета награда на фестивала „Златният елен“ в Брашов, Румъния[1]
- 1970 – голямата награда – златна статуетка на фестивала „Златният Орфей“ за песента „Повей, ветре“[1]
- 1970 – първа награда на фестивала „Златният Орфей“ за песента „Една българска роза“
- 1971 – специална награда за изпълнение от Съюза на българските композитори[1]
- 1971 – първа награда за изпълнение на фестивала в Сопот, Полша за песента „Ах, този дивен свят“. Това е най-голямото международно признание за български поп изпълнител по това време.[1]
- 1972 – „Заслужил артист“ на Народна република България
- Посмъртно е удостоена със званието „заслужил артист“ (1972), а през 2000 г. песента „Една българска роза“ е обявена за песен на столетието.

## Памет
Творческият потенциал на Паша Христова и песните ѝ оставят ярък спомен. В първите дни на 1972 г. се появява песента „Птицата“ с подзаглавие „В памет на Паша Христова“. Текст: Дамян Дамянов, композитор: Тончо Русев, аранжимент: Тончо Русев и Митко Щерев, съпровод: ЕОКТР, диригент: Вили Казасян, изпълнител: Лили Иванова. Песента е записана в албума на Лили Иванова „Обичам те“.
| „ | За последен път тя разтваря крила. За последен път синевата гребе. Ах, сбогува се тя с тези свои поля, с тези хълми край тях и със свойто небе! Ти, земя, я роди във едно гнездо. Ти, небе, я люля с песента. И затуй днес със вас като с роден дом, се прощава с тиха жал в полет тя. И върти се светът, този тъй хубав свят! И въртят се жита, слънце, облаци прах. Те след малко ще спрат своя луд кръговрат. Тя със мъртво сърце ще се върне при тях. Но, земя, ти пази пак едно гнездо! Ти, небе, я очаквай! Няма смърт! Ще си дойде тя при вас като в роден дом – песента ще я връща всеки път. | “ |

През 1996 г., по повод 50 години от рождението на Паша Христова, БНТ заснема документалния филм „Спри, мое време“ с режисьор Нушка Григорова в памет на певицата и загиналите музиканти от оркестър „София“. През 2006 г. се навършват 60 години от рождението на Паша Христова. Появява се поредният биографичен филм – „Мистерията Паша“ на Емил Дилчев и оператора Валентин Николов, излъчен по bTV. 
През 2009 г. по повод 50 години Българска национална телевизия в специален юбилеен сайт обявява 50 любими песни от „Златният Орфей“. След гласуване „Една българска роза“ на Паша Христова печели най-много гласове и отново заема първото място сред любимите на няколко поколения българи популярни песни. През 2006 г. БНТ продуцира филма „Музикални следи“ по повод 60 години от рождението на Паша Христова. През 2010 г. БНТ излъчва филма „Здравей, обичам те“ с автор и режисьор Олег Ковачев по повод 40 години от голямата трагедия, в която тя загива.
На Паша Христова е наречена улица в квартал „Манастирски ливади“ в София (Карта).